# Box-office France 1966
Cet article traite du box-office de 1966 en France.

## Les films de plus d'un million d'entrées
| Classement | Titre                            | Pays                  | Réalisateur            | Box-office France  |
| ---------- | -------------------------------- | --------------------- | ---------------------- | ------------------ |
| 1.         | La Grande Vadrouille             |                       | Gérard Oury            | 17 267 607 entrées |
| 2.         | Le Docteur Jivago                |                       | David Lean             | 9 816 054 entrées  |
| 3.         | Paris brûle-t-il ?               |                       | René Clément           | 4 946 359 entrées  |
| 4.         | Pour une poignée de dollars      |                       | Sergio Leone           | 4 383 331 entrées  |
| 5.         | Les Centurions                   |                       | Mark Robson            | 4 294 756 entrées  |
| 6.         | Un homme et une femme            |                       | Claude Lelouch         | 4 269 209 entrées  |
| 7.         | Et pour quelques dollars de plus |                       | Sergio Leone           | 4 170 929 entrées  |
| 8.         | Le Grand Restaurant              |                       | Jacques Besnard        | 3 878 520 entrées  |
| 9.         | Les Professionnels               |                       | Richard Brooks         | 3 213 539 entrées  |
| 10.        | La Curée                         |                       | Roger Vadim            | 2 558 254 entrées  |
| 11.        | Nevada Smith                     |                       | Henry Hathaway         | 2 332 765 entrées  |
| 12.        | Angélique et le Roy              |                       | Bernard Borderie       | 2 182 873 entrées  |
| 13.        | La Mélodie du bonheur            |                       | Robert Wise            | 2 182 705 entrées  |
| 14.        | Atout cœur à Tokyo pour OSS 117  |                       | Michel Boisrond        | 2 120 606 entrées  |
| 15.        | Du rififi à Paname               |                       | Denys de La Patellière | 1 983 477 entrées  |
| 16.        | Tendre Voyou                     |                       | Jean Becker            | 1 970 023 entrées  |
| 17.        | Le Deuxième Souffle              |                       | Jean-Pierre Melville   | 1 912 749 entrées  |
| 18.        | Ne nous fâchons pas              | Georges Lautner       | 1 877 412 entrées      |                    |
| 19.        | La Bataille des Ardennes         |                       | Ken Annakin            | 1 867 718 entrées  |
| 20.        | La Vie de château                |                       | Jean-Paul Rappeneau    | 1 764 735 entrées  |
| 21.        | Les malabars sont au parfum      | Guy Lefranc           | 1 634 936 entrées      |                    |
| 22.        | Trois Enfants dans le désordre   | Léo Joannon           | 1 547 346 entrées      |                    |
| 23.        | Opération Opium                  |                       | Terence Young          | 1 454 919 entrées  |
| 24.        | L'Espion aux pattes de velours   |                       | Robert Stevenson       | 1 438 205 entrées  |
| 25.        | La Ligne de démarcation          |                       | Claude Chabrol         | 1 369 742 entrées  |
| 26.        | Monnaie de singe                 |                       | Yves Robert            | 1 334 372 entrées  |
| 27.        | Le facteur s'en va-t-en guerre   | Claude Bernard-Aubert | 1 326 058 entrées      |                    |
| 28.        | Le Crépuscule des aigles         |                       | John Guillermin        | 1 313 464 entrées  |
| 29.        | Les Héros de Télémark            | Anthony Mann          | 1 300 235 entrées      |                    |
| 30.        | Galia                            |                       | Georges Lautner        | 1 221 456 entrées  |
| 31.        | Arabesque                        |                       | Stanley Donen          | 1 214 068 entrées  |
| 32.        | Notre homme Flint                | Daniel Mann           | 1 168 210 entrées      |                    |
| 33.        | Quoi de neuf, Pussycat ?         |                       | Clive Donner           | 1 166 133 entrées  |
| 34.        | Boeing Boeing                    |                       | John Rich              | 1 128 519 entrées  |
| 35.        | La Poursuite impitoyable         | Arthur Penn           | 1 127 926 entrées      |                    |
| 36.        | Le Voyage du père                |                       | Denys de La Patellière | 1 105 368 entrées  |
| 37.        | La Bible                         |                       | John Huston            | 1 103 680 entrées  |
| 38.        | Khartoum                         |                       | Basil Dearden          | 1 006 571 entrées  |

## Box-office par semaine
| #  | Semaine                           | Film no 1                            | Pays              | Entrées         |
| -- | --------------------------------- | ------------------------------------ | ----------------- | --------------- |
| 1  | 29 décembre au 4 janvier 1966     | Opération Tonnerre                   |                   | 473 337 entrées |
| 2  | 5 janvier au 11 janvier 1966      | Opération Tonnerre                   | 246 190 entrées   |                 |
| 3  | 12 janvier au 18 janvier 1966     | Opération Tonnerre                   | 152 562 entrées   |                 |
| 4  | 19 janvier au 25 janvier 1966     | Fantomas se déchaîne                 |                   | 136 429 entrées |
| 5  | 26 janvier au 1er février 1966    | Opération Tonnerre                   |                   | 140 321 entrées |
| 6  | 2 février au 8 février 1966       | Viva Maria !                         |                   | 272 864 entrées |
| 7  | 9 février au 15 février 1966      | Viva Maria !                         | 240 754 entrées   |                 |
| 8  | 16 février au 22 février 1966     | Viva Maria !                         | 209 728 entrées   |                 |
| 9  | 23 février au 1er mars 1966       | Viva Maria !                         | 138 337 entrées   |                 |
| 10 | 2 mars au 8 mars 1966             | Angélique et le Roy                  |                   | 146 613 entrées |
| 11 | 9 mars au 15 mars 1966            | Angélique et le Roy                  | 115 816 entrées   |                 |
| 12 | 16 mars au 22 mars 1966           | Du rififi à Paname                   | 118 838 entrées   |                 |
| 13 | 23 mars au 29 mars 1966           | Les Héros de Télémark                |                   | 124 165 entrées |
| 14 | 30 mars au 5 avril 1966           | Du rififi à Paname                   |                   | 179 945 entrées |
| 15 | 6 avril au 12 avril 1966          | Du rififi à Paname                   | 209 259 entrées   |                 |
| 16 | 13 avril au 19 avril 1966         | Opération Tonnerre                   |                   | 114 629 entrées |
| 17 | 20 avril au 26 avril 1966         | Nouveau journal d'une femme en blanc |                   | 115 086 entrées |
| 18 | 27 avril au 3 mai 1966            | Angélique et le Roy                  |                   | 76 432 entrées  |
| 19 | 4 mai au 10 mai 1966              | La Seconde Vérité                    |                   | 93 644 entrées  |
| 20 | 12 mai au 17 mai 1966             | Ne nous fâchons pas                  | 166 009 entrées   |                 |
| 21 | 18 mai au 24 mai 1966             | Ne nous fâchons pas                  | 142 886 entrées   |                 |
| 22 | 25 mai au 31 mai 1966             | Ne nous fâchons pas                  | 88 873 entrées    |                 |
| 23 | 1er juin au 7 juin 1966           | La Mélodie du bonheur                |                   | 58 121 entrées  |
| 24 | 8 juin au 14 juin 1966            | La guerre est finie                  |                   | 48 583 entrées  |
| 25 | 15 juin au 21 juin 1966           | Un homme et une femme                |                   | 168 577 entrées |
| 26 | 22 juin au 28 juin 1966           | Un homme et une femme                | 132 886 entrées   |                 |
| 27 | 29 juin au 5 juillet 1966         | Un homme et une femme                | 98 977 entrées    |                 |
| 28 | 6 juillet au 12 juillet 1966      | Un homme et une femme                | 89 134 entrées    |                 |
| 29 | 13 juillet au 19 juillet 1966     | Un homme et une femme                | 85 036 entrées    |                 |
| 30 | 20 juillet au 26 juillet 1966     | Un homme et une femme                | 98 596 entrées    |                 |
| 31 | 27 juillet au 2 août 1966         | Un homme et une femme                | 80 246 entrées    |                 |
| 32 | 3 août au 9 août 1966             | Un homme et une femme                | 76 697 entrées    |                 |
| 33 | 10 août au 16 août 1966           | Un homme et une femme                | 70 950 entrées    |                 |
| 34 | 17 août au 23 août 1966           | Un homme et une femme                | 83 900 entrées    |                 |
| 35 | 24 août au 30 août 1966           | Un homme et une femme                | 76 285 entrées    |                 |
| 36 | 31 août au 6 septembre 1966       | Nevada Smith                         |                   | 68 163 entrées  |
| 37 | 7 septembre au 13 septembre 1966  | Trois Enfants dans le désordre       |                   | 82 061 entrées  |
| 38 | 14 septembre au 20 septembre 1966 | Un homme et une femme                | 99 997 entrées    |                 |
| 39 | 21 septembre au 27 septembre 1966 | Un homme et une femme                | 124 002 entrées   |                 |
| 40 | 28 septembre au 4 octobre 1966    | La Curée                             |                   | 135 405 entrées |
| 41 | 5 octobre au 11 octobre 1966      | Un homme et une femme                |                   | 142 514 entrées |
| 42 | 12 octobre au 18 octobre 1966     | Un homme et une femme                | 145 610 entrées   |                 |
| 43 | 19 octobre au 25 octobre 1966     | Le Grand Restaurant                  | 194 578 entrées   |                 |
| 44 | 26 octobre au 1er novembre 1966   | Le Grand Restaurant                  | 259 971 entrées   |                 |
| 45 | 2 novembre au 8 novembre 1966     | Les Centurions                       |                   | 169 350 entrées |
| 46 | 9 novembre au 15 novembre 1966    | Paris brûle-t-il ?                   | 243 045 entrées   |                 |
| 47 | 16 novembre au 22 novembre 1966   | Paris brûle-t-il ?                   | 254 229 entrées   |                 |
| 48 | 23 novembre au 29 novembre 1966   | Paris brûle-t-il ?                   | 229 035 entrées   |                 |
| 49 | 30 novembre au 6 décembre 1966    | Paris brûle-t-il ?                   | 176 841 entrées   |                 |
| 50 | 7 décembre au 13 décembre 1966    | Paris brûle-t-il ?                   | 140 190 entrées   |                 |
| 51 | 14 décembre au 20 décembre 1966   | La Grande Vadrouille                 |                   | 335 692 entrées |
| 52 | 21 décembre au 27 décembre 1966   | La Grande Vadrouille                 | 962 748 entrées   |                 |
| 53 | 28 décembre au 3 janvier 1967     | La Grande Vadrouille                 | 1 009 597 entrées |                 |